# Wichren (schronisko)
Wichren (bułg. Вихрен) – schronisko turystyczne w Bułgarii, położone w paśmie górskim Piryn na wysokości 1950 m n.p.m., na skraju progu Byndericy.

## Historia
Wybudowane w latach 1939-1941 przez firmę Ełtepe. Nazwa pochodzi od szczytu Wichren, bywa nazywana też Nową Byndericą.

## Opis
Kompleks składa się z dwóch masywnych budynków, mających 120 miejsc. Od schroniska biegnie asfaltowa droga, prowadząca do Banska (16km). Parking przy schronisku mieści około 30 samochodów. Wzdłuż progu skalnego znajduje się 8 czteromiejscowych bungalowów. Schronisko wyposażone jest w kuchnię, bufet i ubikacje. Wichren oferuje wodę bieżącą i prąd, który zasilany jest z pobliskiej elektrowni wodnej.

### Szlaki turystyczne
Punkty wyjściowe:
- miasto Bansko

Sąsiednie obiekty turystyczne:
- schronisko Demjanica – 4,5 godz.
- schronisko Bynderica – 0.5 godz.
- zespół schronisk Jezioro Tewno – 3 godz.